# Hallungen
Hallungen est une commune allemande de l'arrondissement de Wartburg, Land de Thuringe.

## Géographie
Hallungen se situe à l'ouest du Hainich ; le point culminant du territoire est le Dudelberg. Il est un village-rue le long de la Lempertsbach, un affluent de la Werra.
|          | Südeichsfeld |        |
| Treffurt | Hallungen    | Vogtei |
|          | Nazza        |        |

## Histoire
Hallungen est mentionné pour la première fois en 1345 sous le nom de Haldungin.